# RapidIO
RapidIO ou RapidIO Interconnect Architecture est un système de communication (bus) à commutation de paquets et à haute performance, permettant d'interconnecter des microprocesseurs sur un circuit imprimé, ainsi que des cartes électroniques indépendantes via des connecteurs. Cette technologie est conçue spécialement pour les systèmes embarqués, pour les marchés du traitement du signal, des réseaux et des télécommunications.
RapidIO est un standard ouvert, normalisé au début des années 2000 par la « RapidIO Trade Association » ; il a pour objectif d'être un moyen d'interconnexion optimisé lorsque des processeurs embarqués, DSP, FPGA et ASIC doivent être reliés par des liaisons point-à-point ou par un réseau en étoile ou en arbre.
RapidIO s'est rapidement diffusé dans les domaines d'application suivants :
- Stations de base de réseau mobile;
- Dans le domaine militaire ; ordinateurs sur une carte et systèmes de traitement de radar, d'acoustique et d'image;
- Traitements Vidéo;
- Serveurs;
- Imagerie médicale
- Applications industrielles

La principale technologie concurrente est le PCI Express, mais celui-ci vise davantage le marché des PC, des postes de travail informatiques et le domaine des serveurs hautes performances et moins les systèmes embarqués. PCIe n'est pas conçu pour des systèmes de grande taille, contrairement à RapidIO. En effet PCIe utilise un pontage non transparent pour la répartition de la mémoire qui n'est pas aussi simple d'utilisation que celui de RapidIO. Ce dernier utilise un système d'architecture symétrique où chaque point terminal peut posséder sa propre mémoire privée.
Le standard RapidIO a évolué au milieu des années 2000 pour proposer une version « série » (serial RIO ou sRIO) de cette interface, avec des débits série bi-directionnels variants de 1 à 5 Gbit/s (par paire de transmission).
Cette version série (sRIO) supporte à la fois des échanges entre points terminaux, en mode mémoire partagée et un mode message apte à transporter des flux de données et des protocoles (comme IP).